# Saint-Jean-sur-Mayenne

Saint-Jean-sur-Mayenne este o comună în departamentul Mayenne, Franța. În 2009 avea o populație de 1,484 de locuitori.